# Charłupia Mała
Charłupia Mała est une localité polonaise de la gmina et du powiat de Sieradz en voïvodie de Łódź. Elle se trouve à environ 5 kilomètres (3 mi) à l'ouest de Sieradz et à 58 km (36 mi) à l'ouest de la capitale régionale Łódź.